# لورت
لورت (به صربی: Loret) یک منطقهٔ مسکونی در صربستان است که در Požega واقع شده‌است. لورت ۲۶۵ نفر جمعیت دارد.